# Парламентские выборы в Сан-Марино (1918)
Парламентские выборы в Сан-Марино проходили 9 июня 1918 года для избрания 5-го Генерального совета Сан-Марино.

## Предвыборная ситуация
В соответствии с решениями Гражданского собрания 1906 года треть мест в Большом и Генеральном Совете следовало обновлять каждые три года. Двадцать членов совета, избранных в 1909 году, закончили свой срок в 1918 году.
Все советники были избраны в своем избирательном округе по системе списочного голосования (вариант непропорциональной системы) и беспартийной системе. Однако, как и раньше, избранные кандидаты, как правило, принадлежали к либеральной группе, которая поддерживала демократическую акцию Гражданского собрания, или, более того, были членами единственной организованной партии страны, Социалистической партии Сан-Марино, которая утверждала, что получила 14 мест. Выборы прошли в период социальной напряжённости, вызванной инфляцией итальянской лиры во время Первой мировой войны, и социалисты отказались присоединиться к правительству после многих народных протестов против высоких цен.

## Результаты
| Партия                               | Голоса | %     | Мест |
| ------------------------------------ | ------ | ----- | ---- |
| Независимые                          | 1,672  | 100.0 | 20   |
| Недействительных/пустых бюллетеней   |        | –     | –    |
| Всего                                | 1 672  | 100,0 | 20   |
| Зарегистрированных избирателей/ Явка |        |       | –    |
| Источник: Nohlen & Stöver            |        |       |      |